# Lista de partículas elementares
Chamamos de partículas elementares ou fundamentais os menores constituintes da matéria.
Lista de partículas conhecidas:
Léptons
- elétron: e-
- neutrino do elétron: νe
- múon: μ-
- neutrino do múon: νμ
- tau: τ-
- neutrino do tau: ντ

Quarks
- quark up: u
- quark down: d
- quark charme: c
- quark strange: s
- quark top: t
- quark bottom: b

Bósons
- fóton: γ
- glúon: g
- bósons W: W+ e W-
- bóson Z: Z0
- bóson de Higgs: H0

Bárions
- próton: p+
- nêutron: n0
- bárions sigma: Σ+, Σ-, Σ0; 
Σ++
c, 
Σ+
c, 
Σ0
c; 
Σ+
b, 
Σ0
b, 
Σ−
b; 
Σ++
t, 
Σ+
t, 
Σ0
t
- bárions lambda: Λ0, Λ+c, Λ0b, Λ+t
- bárions xi: Ξ0 e Ξ-

Mésons
- píons: π+, π- e π0
- káons: K+, K-, K0 e anti-K0
- mésons eta e eta prime: η e η'

Nota apenas para esclarecimento: Prótons e Nêutrons fazem parte de uma categoria de Partículas elementares chamadas Férmions (Principais características: Possuem divisão interna, spin semi inteiro e obedecem a estatística Fermi-Dirac).

## Partículas hipotéticas
| Nome                | Spin           | Notes |
| ------------------- | -------------- | --- |
| axion               | 0              | Uma partícula pseudoescalar introduzida na teoria de Peccei – Quinn para resolver o problema de CP forte.                                                  |
| axino               | 1⁄2            | Superparceiro do axion. Formas, junto com o saxão e o axião, um supermultipleto em extensões supersimétricas da teoria de Peccei-Quinn.                    |
| branon              | ?              | Predito em modelos de mundo de brana. |
| chameleon           | 0              | um possível candidato para energia escura e matéria escura, e pode contribuir para inflação cósmica.                                                       |
| dilaton             | 0              | Previsto em algumas teorias das cordas. |
| dilatino            | 1⁄2            | Superparceiro do dilaton. |
| dual graviton       | 2              | Foi hipotetizado como dual de gráviton sob dualidade elétrico-magnética em supergravidade.                                                                 |
| gravifóton          | 1              | Também conhecido como "gravivetor". |
| graviscalar         | 0              | Também conhecido como "radion". |
| inflaton            | 0              | Portador de força desconhecido que se presume ter a causa física da "inflação" cosmológica - a rápida expansão de 10−35 to 10−34 segundos após o big bang. |
| Fóton magnético     | ?              | A. Salam (1966) - uma mistura de estados de paridade C pares e ímpares e, ao contrário do fóton normal, não se acopla aos léptons.                         |
| majoron             | 0              | Previsto para entender as massas de neutrino pelo mecanismo de gangorra.                                                                                   |
| férmion de Majorana | 1⁄2 ; 3⁄2 ?... | gluino, neutralino, ou outro - é o seu próprio antipartícula.                                                                                              |
| saxion              | 0              | Axion supersimétrico |
| partícula X17       | ?              | possível causa de resultados de medição anômalos próximos a 17 MeV, e possível candidato para matéria escura.                                              |
| Bósons X e Y        | 1              | Esses leptoquark s são previstos pela teorias GUT como equivalentes mais pesados de W e Z.                                                                 |
| Bósons W' e Z'      | 1              | hipotéticos bósons de calibre. |